# 岳麓山
岳麓山坐落在湖南省长沙市的湘江西岸，占地面积35.2（一说36）平方公里，最高峰云麓峰，又名灵麓峰。海拔300.8米，是南嶽衡山之72峰之一，南北朝时的《南岳记》就提到：“南嶽周围八百里，回雁为首，岳麓为足”。

## 沿革
上古时期，岳麓山是“神禹开疆”。
西晋时期，岳麓山是道教福地，曾有万寿宫、崇真观等道教建筑。道士邓郁父子和徐灵期曾在此修炼，陶侃在岳麓山建有“杉庵”。后来，佛教传入，泰始四年（268年），慧光寺（今麓山寺）建立，被誉为“湖湘第一道场”。开元十八年（730年），李邕写了《麓山寺碑》。和麓山寺并称的“道林寺”，建于六朝，盛于唐朝，欧阳询曾书写“道林之寺”的门额。
唐朝将领马燧曾建有“道林精舍”在道林寺旁。
岳麓山1975年辟为岳麓山公园，现已与长沙城区融为一体。2002年5月17日被国务院公布为国家重点风景名胜区，景区内有岳麓书院、爱晚亭、麓山寺、云麓宫、新民主学会景点等。2012年1月，岳麓山晋级国家AAAAA级景区。
山上，近代中国近现代历史上很多著名人物如黄兴、蔡锷、陈天华、姚宏业、焦达峰、蒋翊武、禹之谟、刘道一、丁文江、陈作新、覃振、刘昆涛、黄爱、庞人铨等葬于此；山下形成了湖南最重要的文化教育区，湖南大学、湖南师范大学、中南大学就汇集于此。
由于岳麓山紧邻古城长沙，自古以来是文人墨客必游之地，山下有四大书院之一的嶽麓書院，也是中国现今保存最完好的一座古代书院。历代留下的文化遗迹以晋初麓山寺、隋舍利塔、唐李邕麓山寺碑、宋嶽麓書院、禹王碑、明云麓宫、清爱晚亭最为著名。
此外，中國對日抗戰中後期的第三次長沙會戰，由薛岳等人率領的中華民國國軍即是在此山指揮炮兵團向進犯的阿南惟幾率領的日本軍攻擊，使日軍被殲滅甚多。此戰法被稱為天爐戰法，日軍被殲到不到萬人方突圍回佔領區，戰史上稱為「長沙大捷」。

## 名胜
- 墓葬

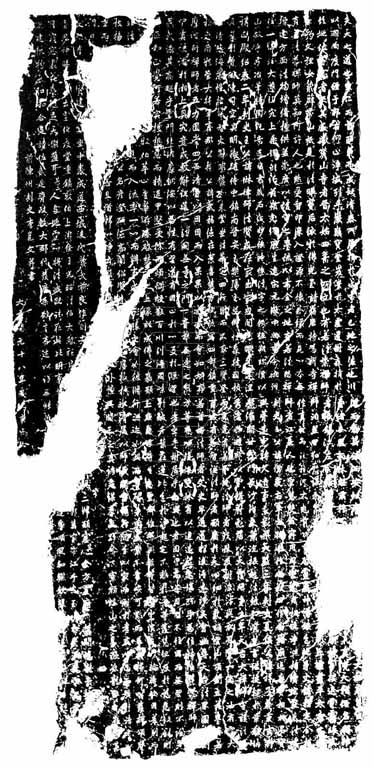
麓山寺碑，李邕撰并书

黄兴墓、蔡锷墓、陈天华墓、姚宏业墓、焦达峰墓、蒋翊武墓、禹之谟墓、刘道一墓、陈作新墓、张辉瓒墓、覃振墓、刘昆涛墓、黄爱庞人铨墓、丁文江墓、七十三军墓葬群
- 建筑

嶽麓書院、云麓宫、爱晚亭、禹王碑、麓山寺、隋舍利塔、麓山寺碑、半山亭、望江阁
- 其他名胜

白鹤泉、飞来石、自来钟、蟒蛇洞、响鼓岭、笑啼岩、清风峡、步虚岭 、红枫林、穿石坡

## 植物
岳麓山主要以亚热带常绿阔叶林、亚热带暖性针叶林为主，部分地区保存着原生性常绿阔叶次生林。岳麓山拥有植物资源174科559属977种，如罗汉松、银杏、香樟树、枫树。岳麓山上有晋朝的罗汉松，唐朝的银杏，宋朝的香樟树，明清时期的枫树。

## 图集

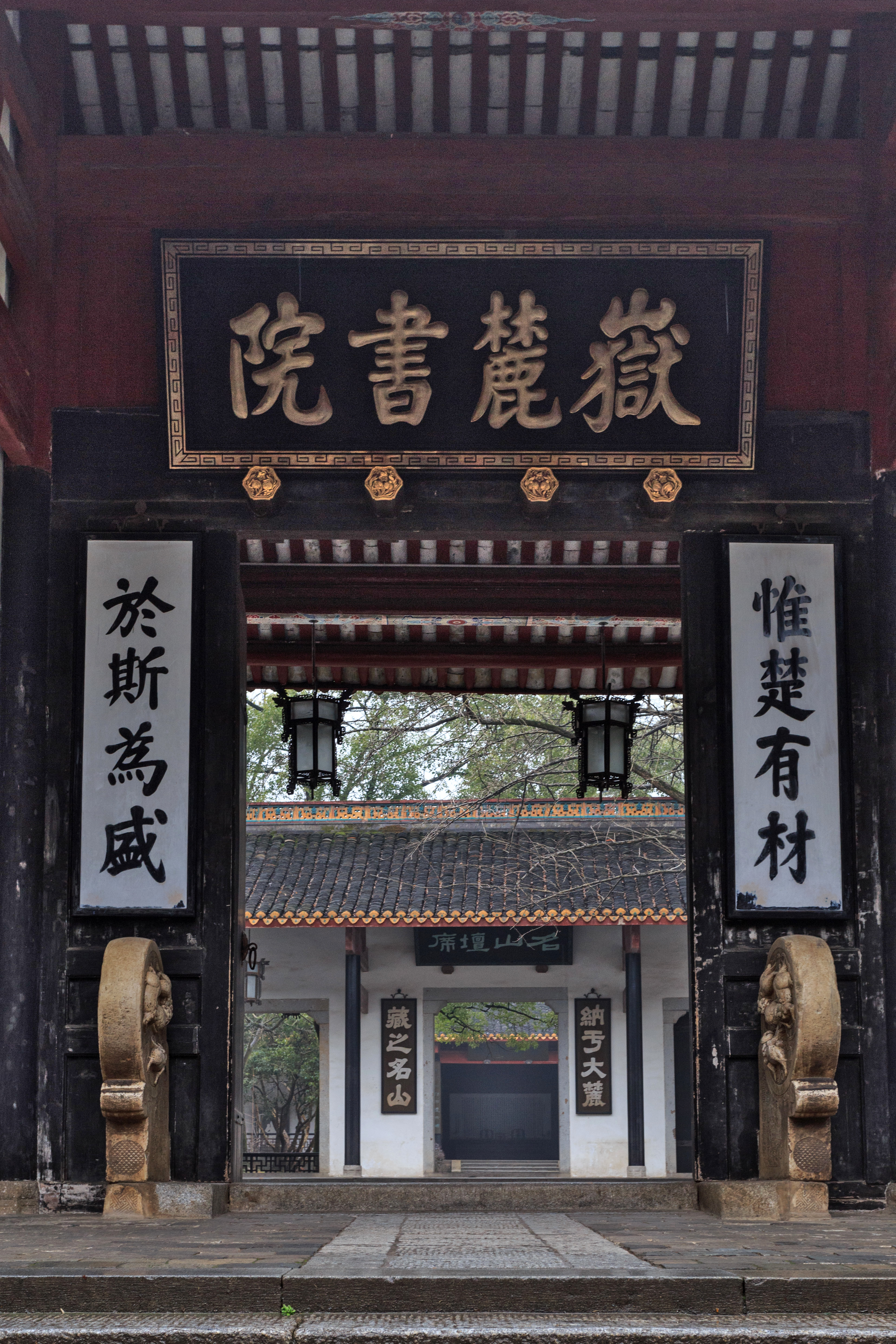
岳麓书院
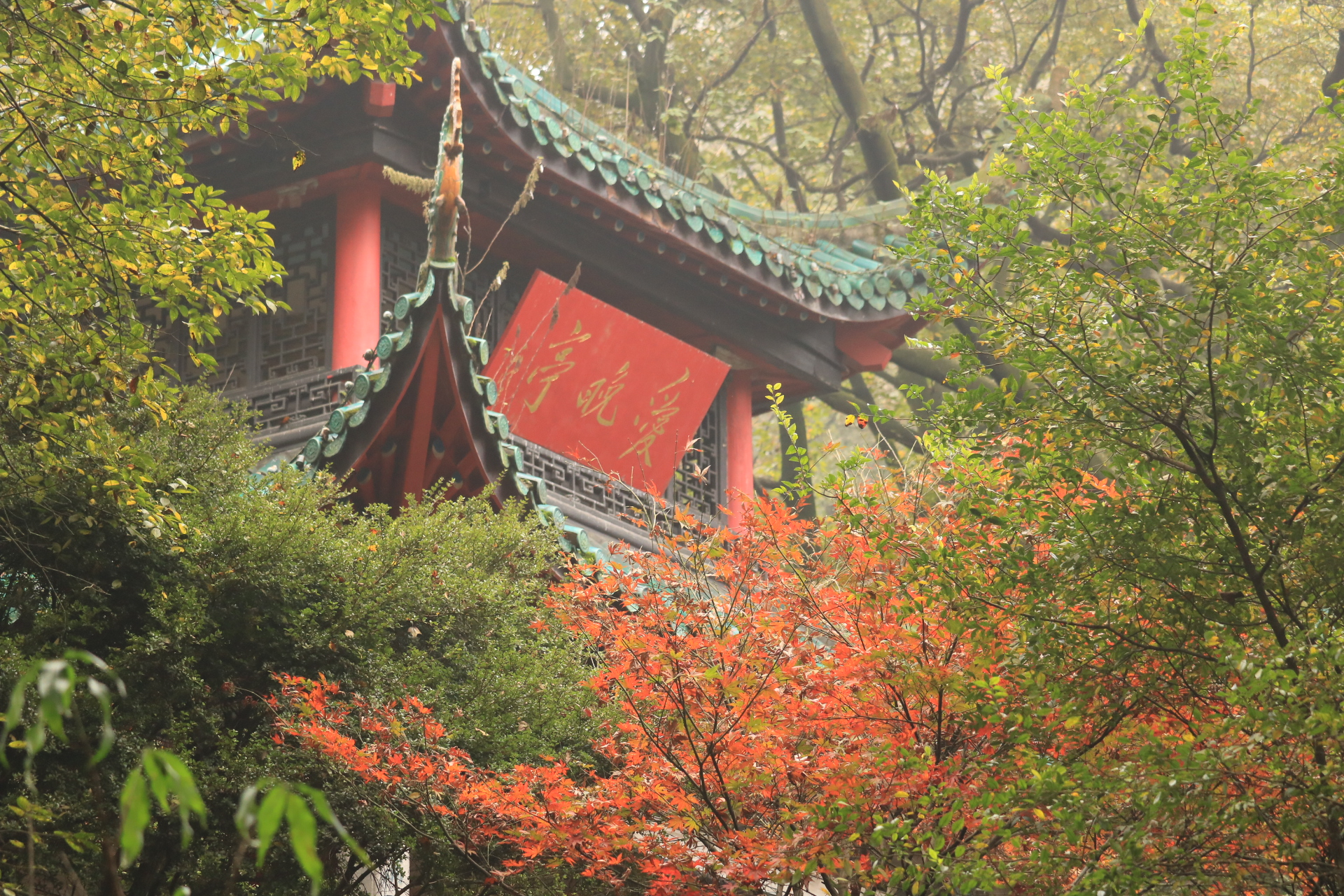
爱晚亭
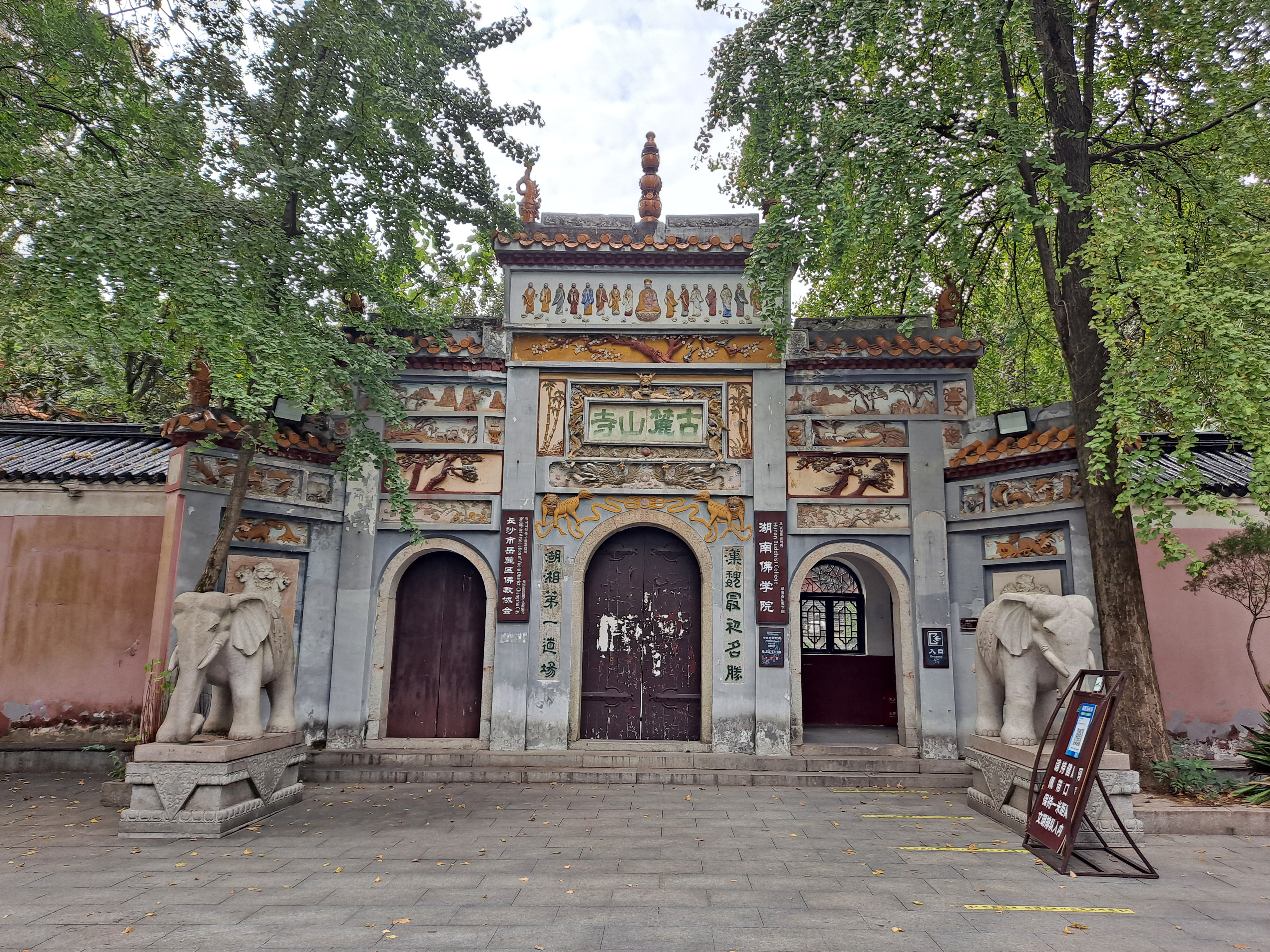
古麓山寺
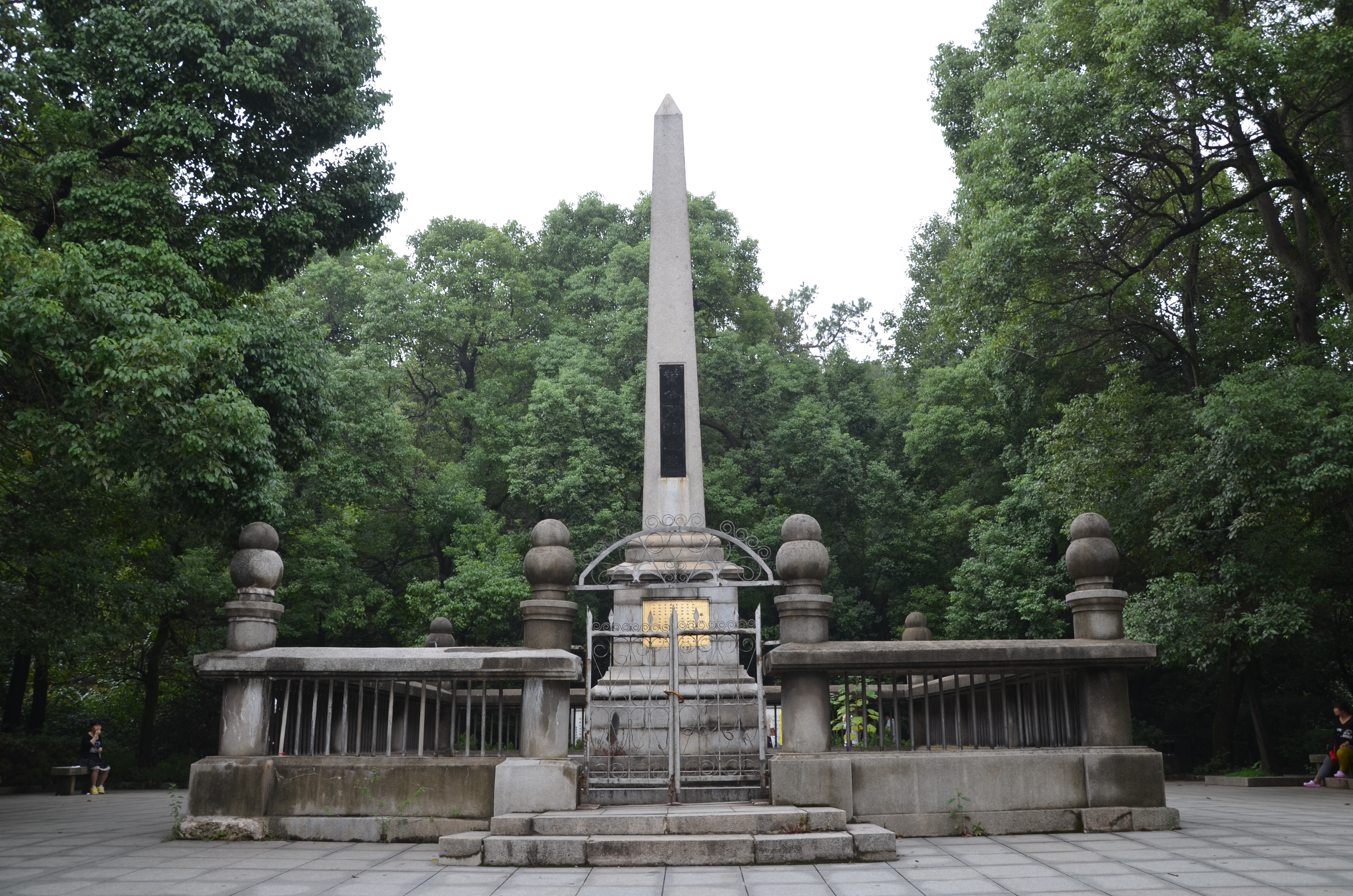
黄兴墓
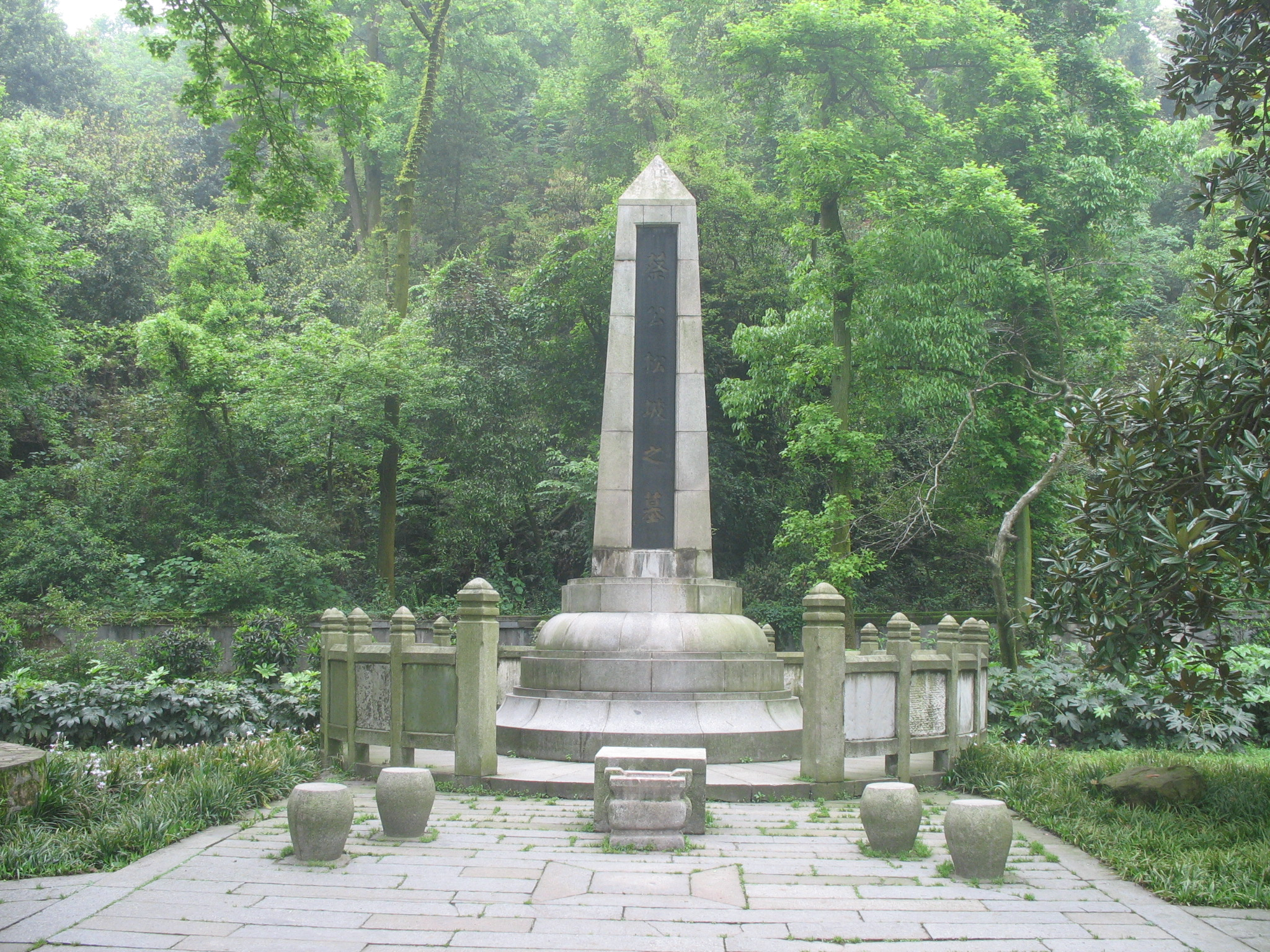
蔡锷墓
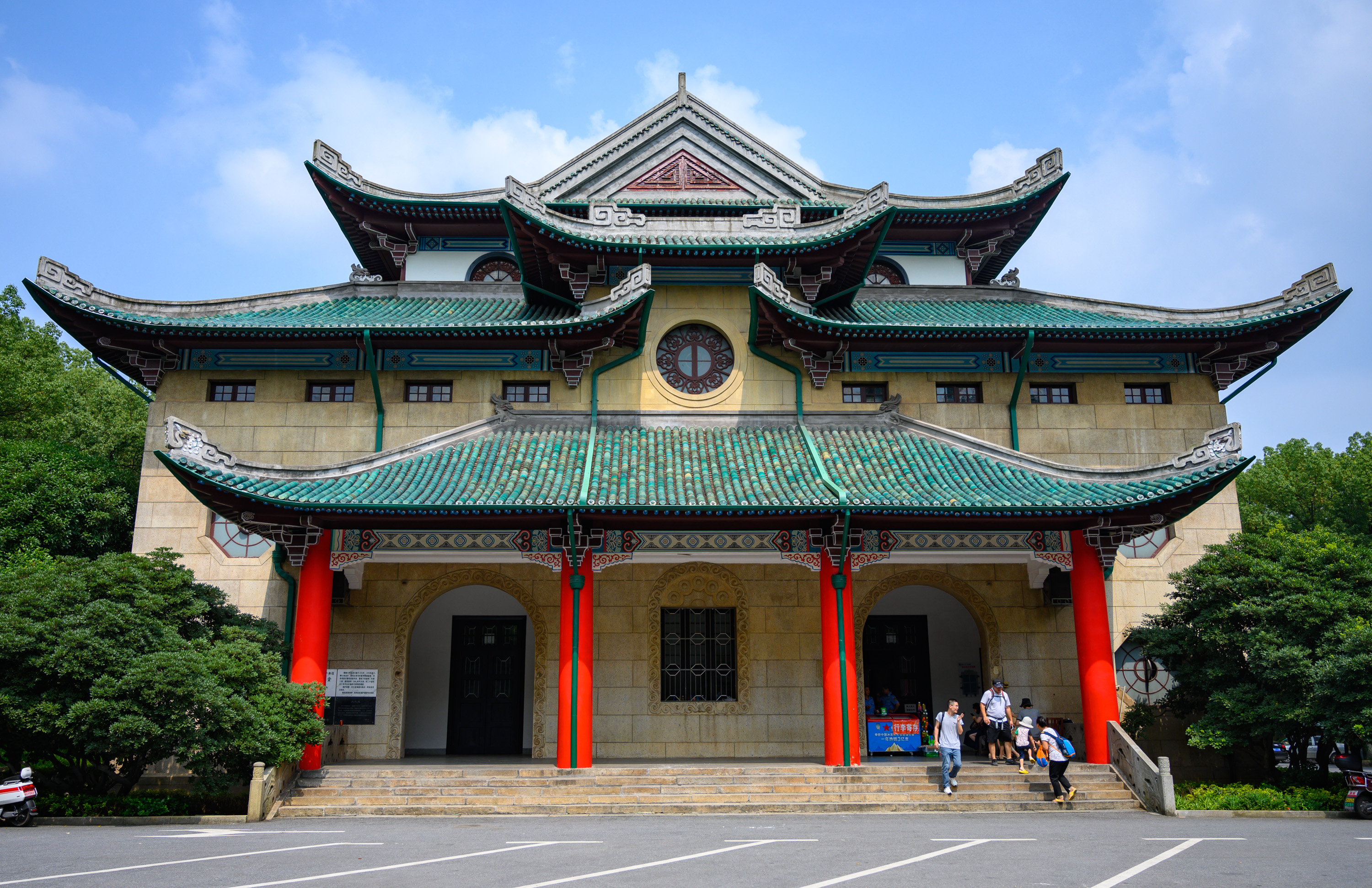
湖南大学早期建筑群
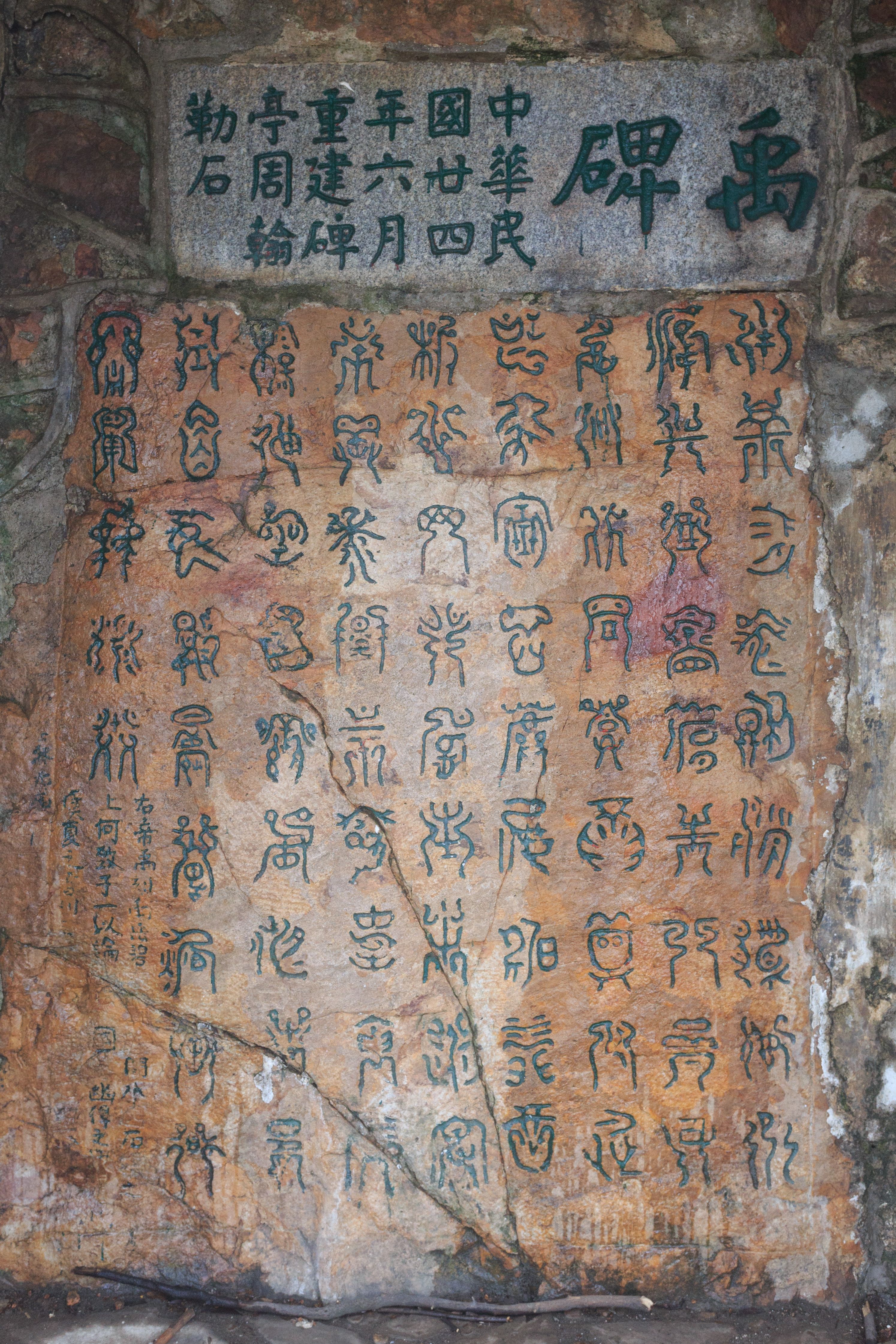
禹王碑
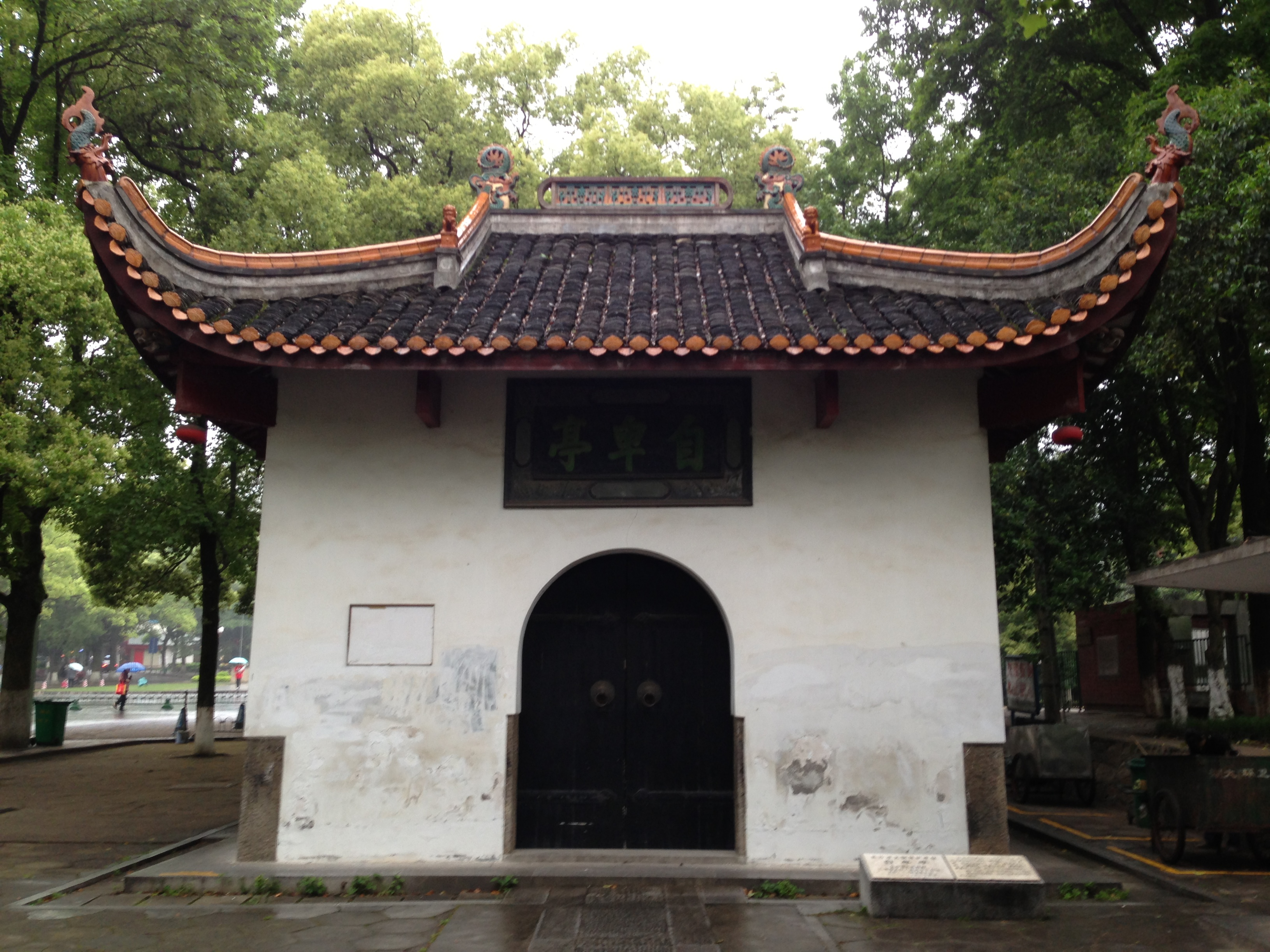
自卑亭
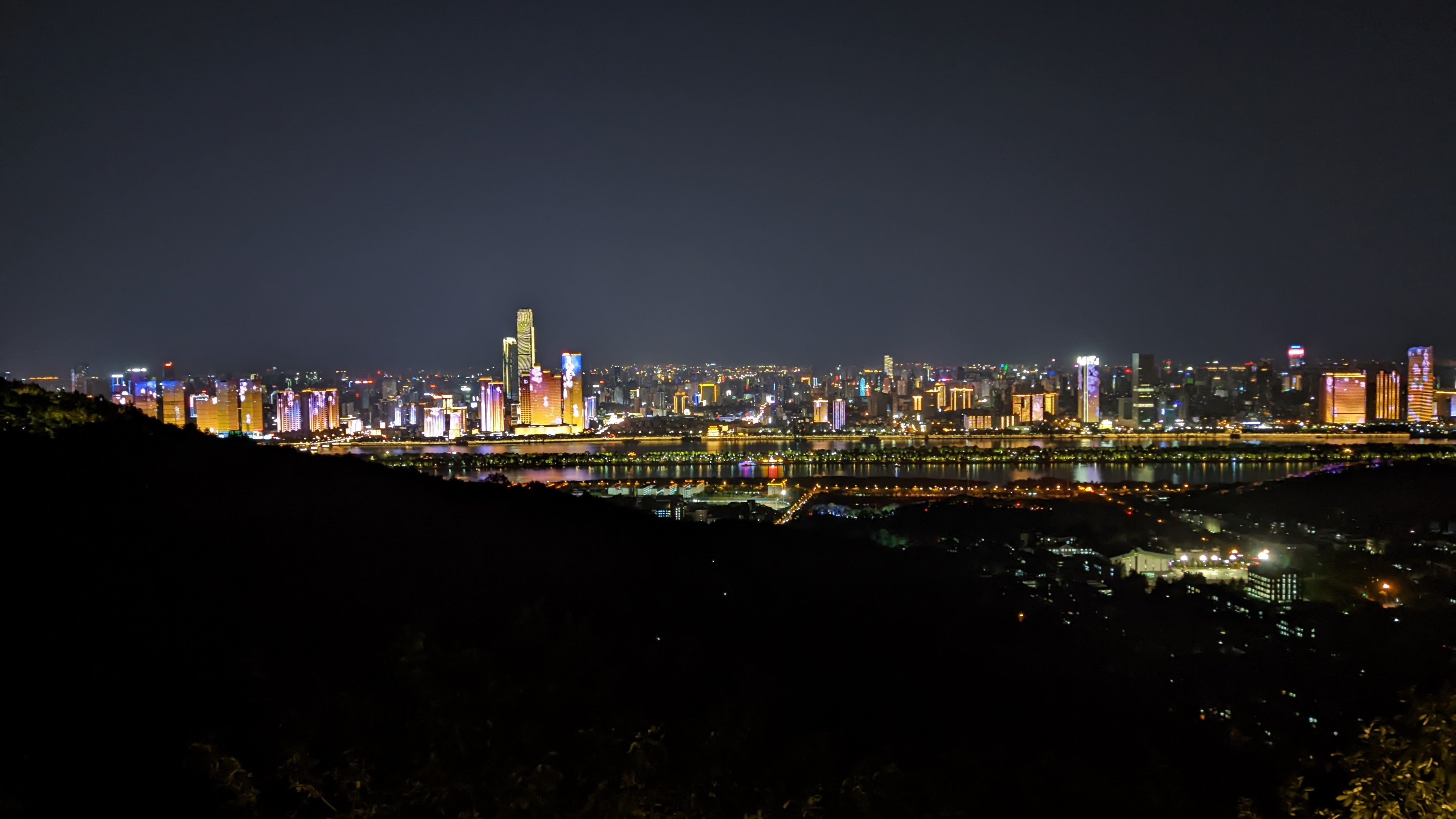
俯瞰长沙